# Eddie Nash
Eddie Nash, pseudonimo di Adel Gharib Nasrallah (in arabo عادل غريب نصر الله‎?; Ramallah, 3 aprile 1929 – Los Angeles, 9 agosto 2014), è stato un criminale statunitense.
Conosciuto per il suo coinvolgimento negli omicidi di Wonderland Avenue e nato secondo altre fonti in Libano, è stato proprietario di oltre 20 locali notturni e ristoranti a Los Angeles ed è stato condannato per appartenenza al crimine organizzato e allo spaccio di droga.

## Biografia

### Primi anni
Affermò di aver lasciato il paese dopo che presunti soldati israeliani uccisero a colpi di arma da fuoco suo cognato per strada, rischiando di rimanere ucciso anch'esso nella sparatoria. La sua famiglia è composta da arabi cristiani provenienti da Ramallah. Nel libro-documento di John Gilmore, L.A. Despair: A Landscape of Crimes & Bad Times, l'autore dichiara che Nash disse al suo avvocato di avere sogni ricorrenti a proposito della sua infanzia riguardanti conflitti a fuoco e proiettili che sfrecciavano sopra la sua testa. Eddie disse di aver posseduto diversi hotel fino al 1948 all'età di 19 anni. Emigrò negli Stati Uniti nei primi anni cinquanta e cominciò la sua scalata al successo.
Nash recitò in televisione nella serie Cisco Kid, poi nel 1952 nell'episodio di The Quarter Horse nel personaggio di "Nash". Nel ramo della ristorazione e delle sale da ballo partì dall'aprire un chiosco di hot dog sulla Hollywood Boulevard fino ad arrivare a possedere, verso la fine degli anni settanta, più di 20 locali notturni e ristoranti a Los Angeles, come lo Starwood Club e il Soul'd Out (a West Hollywood), l'Odyssey Disco (a Beverly Hills), il Paradise Ballroom, il Seven Seas, l'Ali Baba's e il Kit Kat Strip Club. I locali di Nash erano luogo di incontro di diversi gruppi di persone, riservati talvolta a specifiche clientele come ad esempio locali per soli gay, lesbiche, eterosessuali, bianchi, neri.

### Gli omicidi di Wonderland Avenue
È meglio conosciuto per il suo coinvolgimento negli omicidi di Wonderland Avenue, occorsi nel 1981 a causa della rapina avvenuta nella casa di Nash, realizzata due giorni prima da un minimo di tre fino ad un massimo di cinque uomini. Personaggio chiave nello svolgersi dei fatti fu la star del porno John Holmes, accusato e poi assolto per gli omicidi. Nash e Holmes erano grandi amici e l'imprenditore presentò con piacere i suoi soci all'attore, che era molto noto come interprete del personaggio del cinema per adulti "Johnny Wadd".
Tuttavia, nel 1981, la stella del cinema a luci rosse cominciò la sua caduta e presto la sua disperazione lo portò a diventare dipendente dell'uso di cocaina. Nel tentativo di saldare un debito di droga con il suo spacciatore, Ron Launius, capo della temuta Wonderland Gang, che dominava il controllo del commercio della cocaina a Los Angeles nel 1981, lo aiutò ad organizzare una rapina in casa di Nash, dove quest'ultimo e la sua guardia del corpo furono brutalmente aggrediti ed umiliati.
Due giorni più tardi, i cadaveri di Launius e di altre tre persone furono trovati - uccisi a colpi di spranghe - nella loro abitazione, al numero 8763 di Wonderland Avenue, nel Laurel Canyon. Holmes fu risparmiato, per via delle sue precarie condizioni di salute o forse a causa della sua notorietà: restarono invece uccisi Ron Launius, Billy Deverell, Joy Audrey Gold Miller e Barbara Richardson, mentre Susan Launius, moglie di Ron, rimase graveremente ferita ma sopravvisse.

### Omicidi Bautista
Il 6 settembre 1984 una tragedia colpì Nash: la sua amica Maureen Bautista e il di lei figlio Telesforo vennero brutalmente uccisi a pugnalate. Il motociclista (facente parte del gruppo degli Hells Angels) Robert Frederick Garceau fu accusato di questo duplice omicidio e condannato alla pena di morte. I quotidiani inoltre indicarono Telesforo Bautista come probabile figlio di Eddie Nash. Garceau fu catturato dalla polizia dopo che uccise anche Greg Rambo, ossia la persona che lo aveva aiutato a disfarsi dei corpi di Bautista e suo figlio.
La moglie di Rambo era a conoscenza del duplice omicidio commesso dal marito e confessò tutto alla polizia, assicurandosi prima di entrare in un programma di protezione. Garceau fu condannato per tutti e tre gli omicidi: dal processo risultò che egli uccise la signora Bautista perché quest'ultima minacciò di riferire a Nash dei suoi traffici di droga e che trucidò il figlio per il timore che esso potesse testimoniare al processo per l'omicidio della madre. La Corte d'Appello confermò la pena capitale, ma nel 1993 la Corte Suprema della California sospese la condanna poiché Garceau era il testimone chiave per il processo ad Eddie Nash in corso in quegli anni; Garceau morì nel carcere di San Quintino per cause naturali il 29 dicembre 2004.